# Villarroelia
Villarroelia es un género extinto de proterotérido, una familia de mamíferos herbívoros perteneciente al grupo de los litopternos, ungulados nativos del Cenozoico de América del Sur. Villarroelia debe su nombre de género al paleontólogo Carlos Villarroel, por sus contribuciones al entendimiento de los mamíferos prehistóricos suramericanos, mientras que el nombre de la única especie descrita, V. toyotoi hace referencia al jefe indígena Toyotó, cuya tribu se hallaba presente en la zona del río Villavieja, en el actual departamento de Huila en Colombia, donde fueron descubiertos sus fósiles en sedimentos que corresponden a la formación geológica La Victoria, perteneciente a la llamada "fauna de La Venta" del Mioceno medio.
Este animal es conocido a partir del espécimen holotipo IGM 250965, un cráneo parcial que carece del rostro anterior, si bien conserva las raíces del primer premolar (P1) superior, y algunos restos adicionales, entre ellos otro cráneo, UCMP 39970, varios dientes molares, fragmentos de la mandíbula, dos vértebras cervicales, la escápula derecha, un extremo distal del radio, el extremo proximal del fémur derecho, la tibia izquierda, el calcáneo y varias falanges de los dedos. Sus restos indican que era un herbívoro corredor similar en forma y talla a los géneros australes Proterotherium y Licaphrium, aunque tenía una mayor grado de molarización de sus dientes premolares, especialmente el P3 y el P4. Dado que sus restos muestran una mezcla de primitivismos y rasgos avanzados es difícil decir si estos parecidos corresponden a sus relaciones filogenéticas reales, quedando en espera de análisis más comprehensivos de la familia Proterotheriidae.